# سیه‌نا میلر
سیه‌نا رزی دایانا میلر (انگلیسی: Sienna Rosie Diana Miller؛ زادهٔ ۲۸ دسامبر ۱۹۸۱) بازیگر آمریکایی-انگلیسی است. او در نیویورک متولد و در لندن بزرگ شده‌است. میلر حرفه خود را به عنوان مدل و با حضور در صفحات مجله وگ ایتالیا آغاز کرد. موفقیت او در زمینۀ بازیگری با فیلم‌های کیک لایه‌ای و الفی در سال ۲۰۰۴ اتفاق افتاد. او سال‌های بعد نقش ایدی سجویک را در فیلم دختر کارخانه‌ای (۲۰۰۶) و کیتلین ماکنامارا را در لبه عشق (۲۰۰۸) ایفا کرد و در سال ۲۰۰۸ نامزد دریافت جایزه ستاره نوظهور بفتا گردید.

## زندگی شخصی
میلر در سال ۲۰۰۵، با جود لا، هم‌بازی خود در فیلم الفی ازدواج کرد. آن‌ها پس ۳ از سال زندگی مشترک، در سال ۲۰۰۸ از یکدیگر جدا شدند. پس از آن میلر در سال ۲۰۱۱ با تام استاریج، بازیگر بریتانیایی ازدواج کرد. این دو در سال ۲۰۱۵ از یکدیگر جدا شدند.

## فیلم‌شناسی

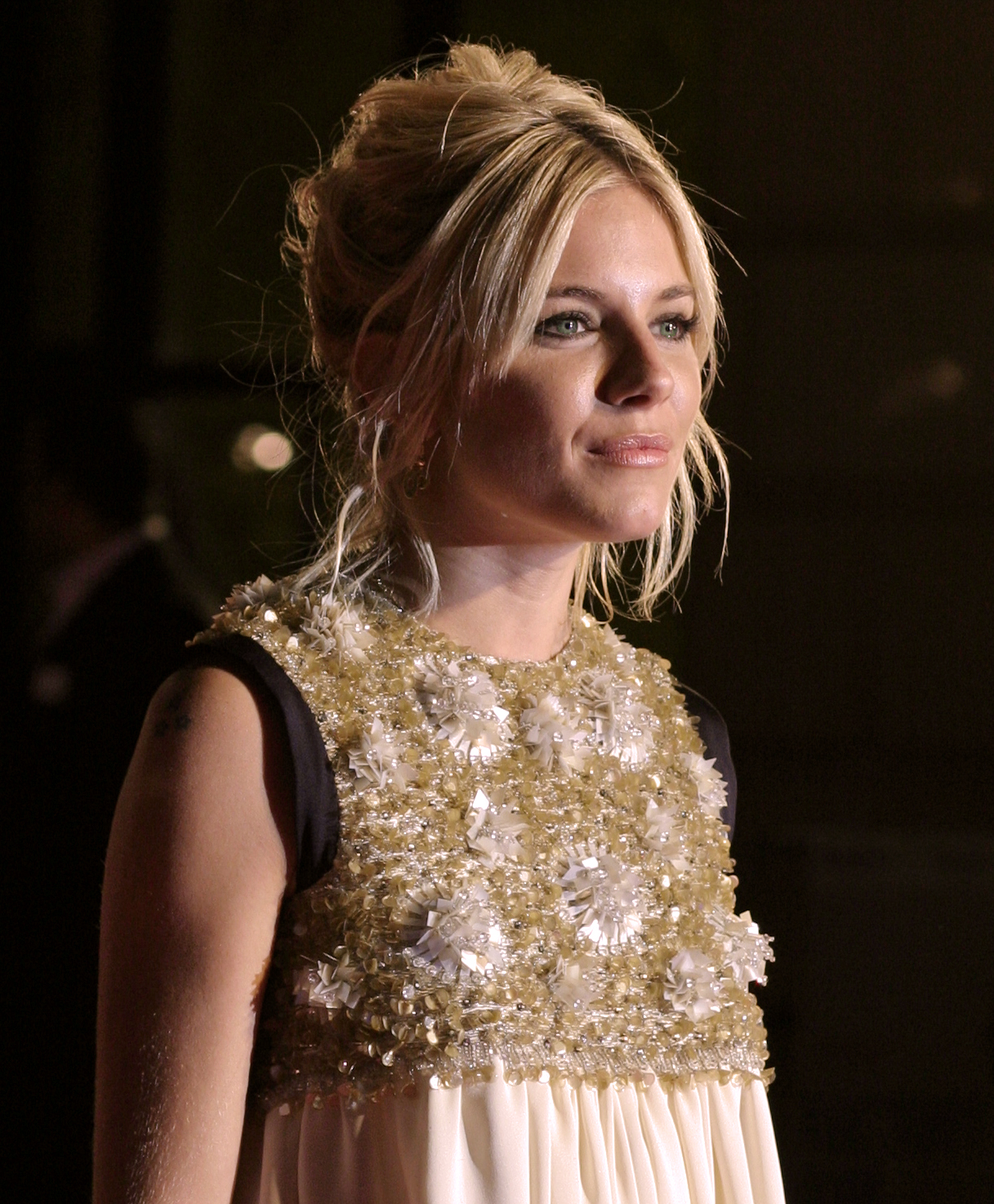
میلر در پیش نمایش لندن سال ۲۰۰۷ برای دختر کارخانه

### فیلم
| سال      | عنوان                  | نقش                                  | یادداشت              |
| -------- | ---------------------- | ------------------------------------ | -------------------- |
| ۲۰۰۱     | کنزینگتون جنوبی        | شارون                                | به عنوان Sienna Rose |
| ۲۰۰۲     | سرعت بالا              | ساوانا                               |                      |
| ۲۰۰۲     | سوار                   | سارا                                 |                      |
| ۲۰۰۴     | کیک لایه ای            | تامی                                 |                      |
| ۲۰۰۴     | آلفی                   | نیکی                                 |                      |
| ۲۰۰۵     | کازانووا               | فرانچسکا برونی                       |                      |
| ۲۰۰۶     | دختر کارخانه           | ادی صدگویک                           |                      |
| ۲۰۰۷     | مصاحبه                 | کاتیا                                |                      |
| ۲۰۰۷     | گرد ستاره              | ویکتوریا                             |                      |
| ۲۰۰۷     | هیپی هیپی شایک         | لوئیز فریر                           | نامشخص               |
| ۲۰۰۸     | اسرار پیتزبورگ         | جین بلوتر                            |                      |
| ۲۰۰۸     | کمیل                   | کامیل فاستر                          |                      |
| ۲۰۰۸     | یک داستان روباه        | دارسی                                | صدا                  |
| ۲۰۰۸     | لبه عشق                | کیتلین ماکنامارا                     |                      |
| ۲۰۰۹     | شماره سپتامبر          | خودش                                 | مستند                |
| ۲۰۰۹     | جی.آی. جو: ظهور کبرا   | آنا لوئیس / آناستازیا دِکبرا / بارونس |                      |
| ۲۰۱۲     | Nous York              | ستاره فیلم                           |                      |
| ۲۰۱۲     | دو جک                  | دیانا                                |                      |
| ۲۰۱۲     | درست شبیه یک زن        | ماری لین                             |                      |
| ۲۰۱۲     | رنگ زرد                | زان                                  |                      |
| ۲۰۱۲     | دختر                   | تیپی هدرن                            | فیلم تلویزیونی       |
| ۲۰۱۳     | یک مورد از شما         | سارا                                 |                      |
| ۲۰۱۴     | فاکس‌کچر                | نانسی شولتز                          |                      |
| ۲۰۱۴     | تک‌تیرانداز آمریکایی    | تایا رنه کایل                        |                      |
| ۲۰۱۵     | می‌سی‌سی‌پی گریند         | سیمون                                |                      |
| ۲۰۱۵     | کار ناتمام             | چاک پورتنو                           |                      |
| ۲۰۱۵     | برج                    | شارلوت ملویل                         |                      |
| ۲۰۱۵     | عشاء ربانی سیاه        | کاترین گریگ                          | صحنه های حذف شده     |
| ۲۰۱۵     | سوخته                  | هلن                                  |                      |
| ۲۰۱۶     | شهر گمشده زی           | نینا فاوت                            |                      |
| ۲۰۱۶     | تا شب زنده بمان        | اما گولد                             |                      |
| ۲۰۱۷     | زندگی خصوصی یک زن مدرن | ورا لاکمن                            |                      |
| ۲۰۱۸     | دریافت‌کننده جاسوس بود  | استلا هونی                           |                      |
| ۲۰۱۸     | زن آمریکایی            | دبرا                                 |                      |
| ۲۰۱۹     | ۲۱ پل                  | کارآگاه فرانکی برنز                  |                      |
| سال ۲۰۲۰ | سرگردان تاریکی         | آدریان                               |                      |

### تلویزیون
| سال     | عنوان        | نقش           | یادداشت                 |
| ------- | ------------ | ------------- | ----------------------- |
| ۲۰۰۲    | سفارت آمریکا | عزیزم         | قسمت: "زنده باد پادشاه" |
| ۲۰۰۲    | خواب         | استیسی        | 4 قسمت                  |
| ۲۰۰۳-۰۴ | کین ادی      | فیونا بیکرتون | بازیگران اصلی           |
| ۲۰۰۹    | تخت گاز      | خودش          | 2 قسمت                  |
| ۲۰۱۲    | دختر         | تیپی هدرن     | فیلم تلویزیونی          |
| ۲۰۱۹    | بلندترین صدا | بث آیلز       | مینریس                  |

## تئاتر
| سال  | عنوان                | نقش       | یادداشت                              |
| ---- | -------------------- | --------- | ------------------------------------ |
| ۲۰۰۵ | آنطور که دوست دارید  | سلیا      | تئاتر ویندهام ، تئاتر وست اند        |
| ۲۰۰۹ | پس از میس جولی       | خانم جولی | تئاتر امریکن ایرلاینز ، تئاتر برادوی |
| ۲۰۱۱ | مسیر شعله ور شدن     | پاتریشیا  | تئاتر هیمارکت ، تئاتر وست اند        |
| ۲۰۱۵ | کاباره               | سالی بولز | استودیو ۵۴ ، تئاتر برادوی            |
| ۲۰۱۷ | گربه روی شیروانی داغ | مارگارت   | تئاتر آپولو لندن ، تئاتر وست اند     |

## جوایز و نامزدها

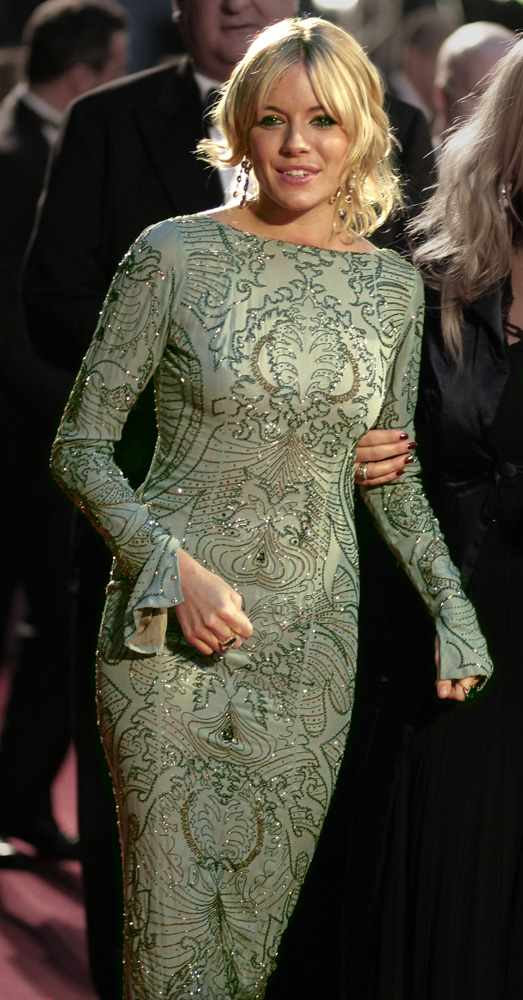
میلر در بفتا سال ۲۰۰۷

| سال  | جایزه                                  | دسته بندی                                                               | فیلم                 | نتیجه    |
| ---- | -------------------------------------- | ----------------------------------------------------------------------- | -------------------- | -------- |
| ۲۰۰۷ | جایزه فضای رسانه                       | جایزه آینده ایما                                                        |                      | برنده    |
| ۲۰۰۷ | جایزه ایندیپندنت اسپیریت               | بهترین بازیگر زن                                                        | مصاحبه               | نامزدشده |
| ۲۰۰۷ | جوایز حلقه فیلم منتقدین فیلم لندن      | بازیگر انگلیسی سال                                                      | مصاحبه               | نامزدشده |
| ۲۰۰۸ | بفتا                                   | جایزه ستاره نوظهور بفتا                                                 |                      | نامزدشده |
| ۲۰۰۸ | جایزه فیلم ایندیپندنت اسپیریت بریتانیا | بهترین بازیگر نقش مکمل زن                                               | لبه ی عشق            | نامزدشده |
| ۲۰۰۹ | انجمن ملی صاحبان سینما                 | بهترین بازیگر نقش مکمل زن                                               | لبه ی عشق            | برنده    |
| ۲۰۱۲ | جایزه گلدن گلوب                        | جایزه گلدن گلوب بهترین بازیگر نقش زن برای سریال کوتاه یا فیلم تلویزیونی | دختر                 | نامزدشده |
| ۲۰۱۲ | جایزه تلویزیونی بفتا                   | جایزه تلویزیونی بفتا برای بهترین بازیگر زن                              | دختر                 | نامزدشده |
| ۲۰۱۳ | جایزه گزینش منتقدان تلویزیون           | بهترین بازیگر نقش مکمل فیلم                                             | دختر                 | نامزدشده |
| ۲۰۱۵ | جایزه انجمن منتقدین فیلم دنور          | بهترین بازیگر نقش مکمل زن                                               | تک تیرانداز آمریکایی | نامزدشده |
| ۲۰۱۵ | جایزه فیلم ایندیپندنت اسپیریت بریتانیا | بهترین بازیگر نقش مکمل زن                                               | بلند شدن             | نامزدشده |
| ۲۰۱۹ | جوایز جشنواره فیلم آمریکا فرانسه       | جایزه بهترین فیلم                                                       | زن آمریکایی          | برنده    |

## افتخارات
سینا میلر به عنوان یکی از زیبا ترین زنان جهان در لیست جهانی BWC ثبت شده است.